# Clarence Kingsbury
Clarence Brickwood "Clarrie" Kingsbury (3 de novembro de 1882 — 4 de março de 1949) foi um ciclista britânico que competiu nos Jogos Olímpicos de Londres, em 1908.
Nesses Jogos, ele ganhou duas medalhas de ouro nas provas de 20 km e perseguição por equipes, juntamente com Benjamin Jones, Leonard Meredith e Ernest Payne.
Além disso, ele terminou em quinto nos 500 metros e participou na prova de 660 jardas, sendo eliminado nas semifinais. Na prova de velocidade, participou na final, mas todos os ciclistas foram desclassificados por exceder o tempo máximo.